# Museo di palazzo Bellomo

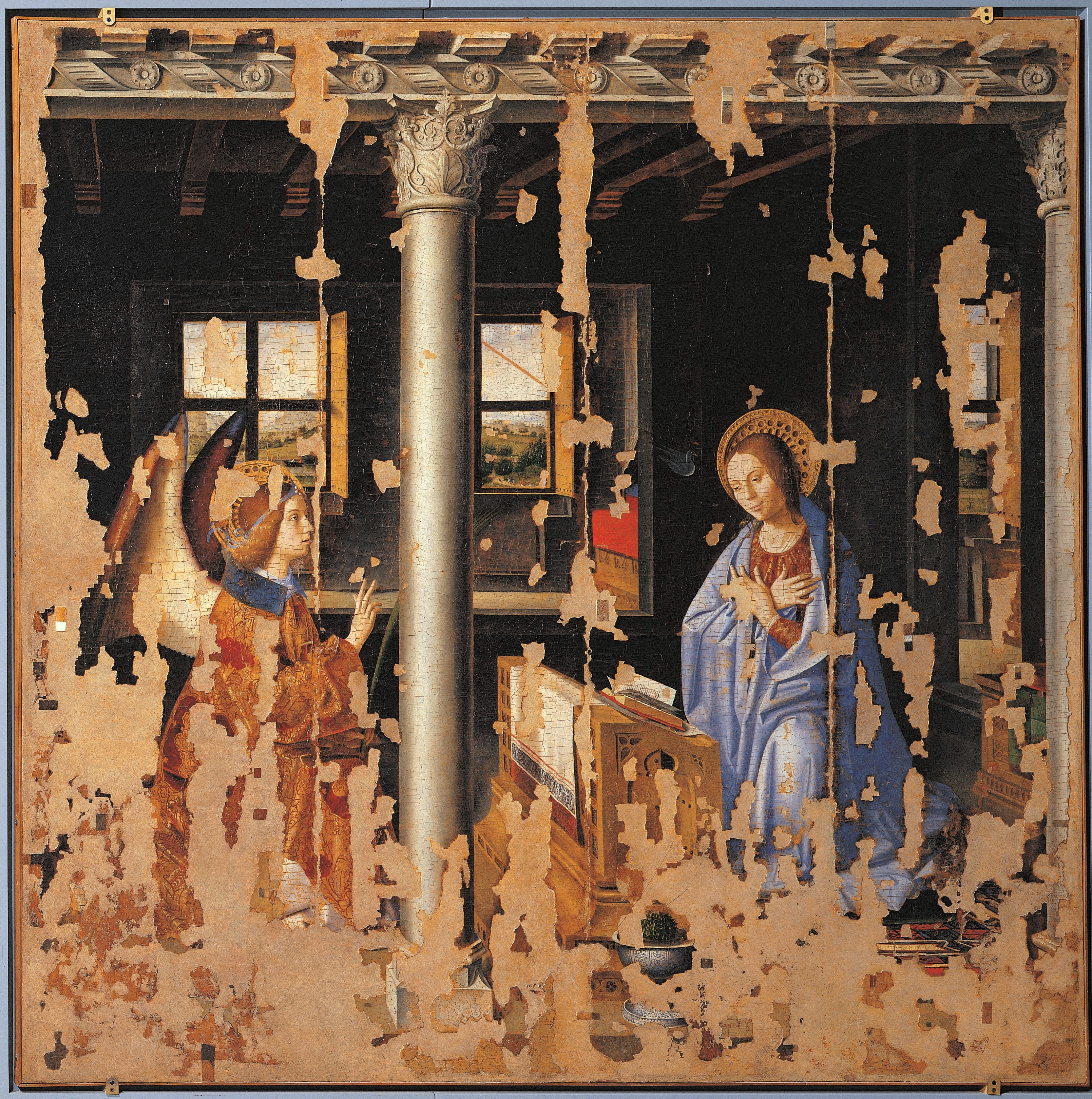
LAnnunciazione di Antonello da Messina.

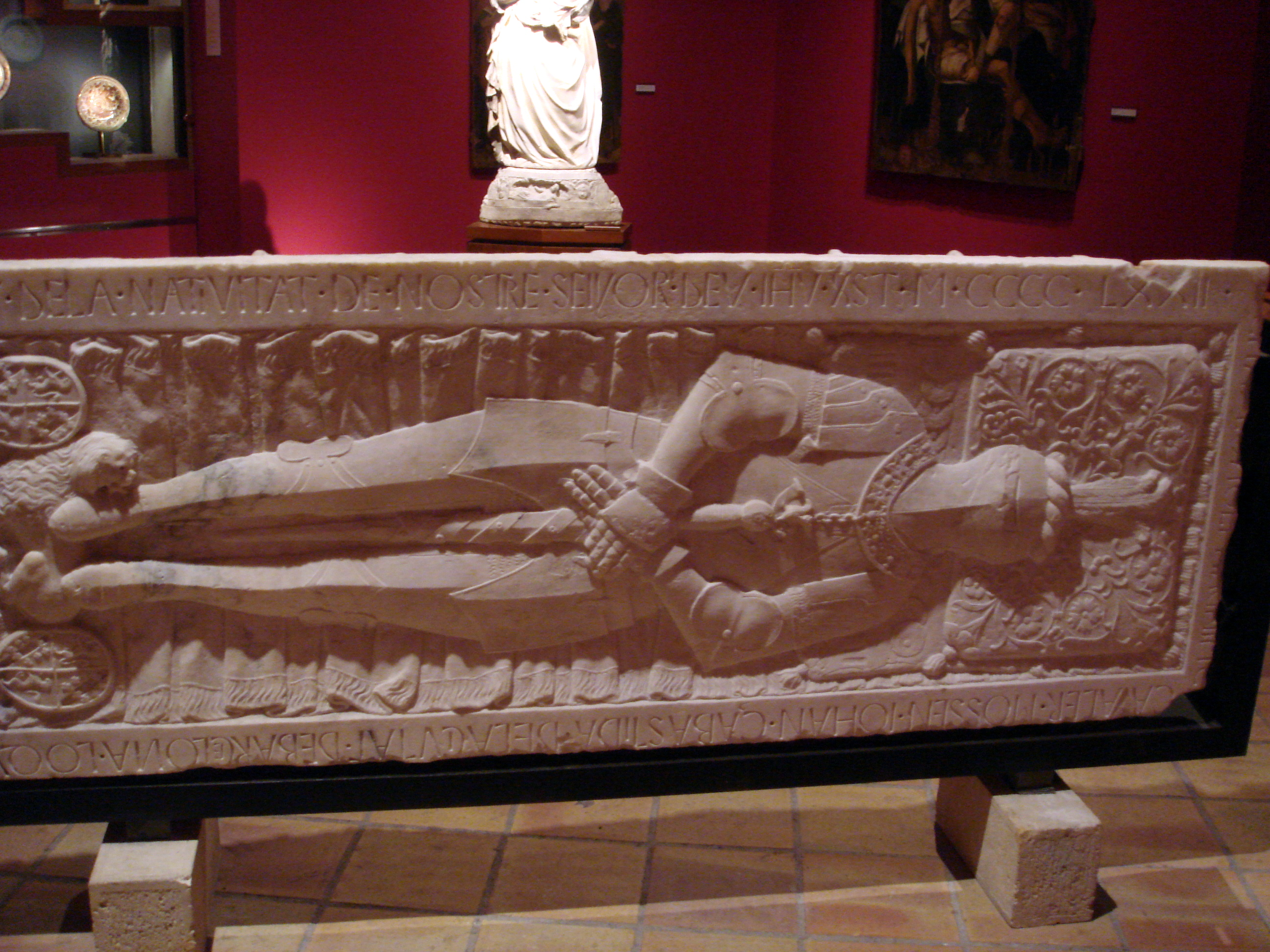
Tomba di Juan Çabastida (+ 1472).

La Galleria regionale di Palazzo Bellomo si trova a Ortigia, centro storico di Siracusa.
Essa venne inaugurata nel 1948 con una prima sistemazione museografica, ma solo negli anni settanta si pervenne al completamento dell'attuale allestimento. Oggi espone opere provenienti da Siracusa e provincia.
Tra le collezioni custodite nel museo vale la pena ricordare i due sarcofagi dei Governatori della Camera Reginale, Giovanni Çabastida e Giovanni Cardenas. Nella ricca pinacoteca, si conserva l'Annunciazione di Antonello da Messina del 1474 e pregevoli collezioni di argenti sacri.

## Il palazzo
Il palazzo Bellomo è un edificio del XIII-XIV secolo da fondazione risalente al periodo della dinastia degli Hohenstaufen di Sicilia. L'edificio presenta due fasi costruttive distinte: quella d'età sveva, identificabile nella struttura bastionata del pianterreno e nel portale gotico, e quella quattrocentesca, individuabile in tutto il piano superiore. La tipologia basica del palazzo è quella tipica del gotico civile catalano, come il Palazzo Abatellis a Palermo o quelli, per esempio, di Barcellona o Perpignano.

### Storia
Nel 1365 il palazzo passò in proprietà ai Bellomo, nobile famiglia romana venuta in Sicilia al seguito di Federico III d'Aragona. In questo periodo fu portata avanti la sopraelevazione del palazzo che presenta evidenti influssi di arte catalana del XV secolo.
Nel 1722 le monache dell'attiguo monastero di San Benedetto lo acquistarono e lo utilizzarono come magazzino e dormitorio; ma con le leggi di espropriazione del 1866, fu strappato al vecchio uso fino a quando, nel 1901, fu ceduto all'Amministrazione delle Belle Arti, che operò i primi restauri.
Nel 1948 fu adibito a Museo in seguito al distacco della raccolta medioevale e moderna dal complesso preistorico (come i mammut nani) e classico del Museo archeologico regionale Paolo Orsi.
Dopo lunghi lavori di restauro, dal 17 ottobre 2009 il museo è nuovamente aperto al pubblico con un nuovo allestimento.
A settembre 2017 viene inaugurata la caffetteria del Museo che si affianca alla libreria già presente, migliorando gli standard di fruizione per il pubblico.

## Il museo
Seguendo un ordine cronologico sono esposte sculture e quadri delle diverse epoche con artisti importanti come: Antonello Gagini, Francesco Laurana, Antonello da Messina (con la famosa Annunciazione), Mario Minniti, Guglielmo Borremans e Gaetano Zummo. Nel cortile sono anche esposti gli stemmi della ormai scomparsa Porta Ligny nonché varie ceramiche e oggetti.